# Hangcha
Hangcha (chinesisch 杭叉集团) ist der weltweit achtgrößte Hersteller von Flurförderfahrzeugen.
Die Produktpalette umfasst Diesel- und Gasstapler 1–48 t, Elektrogabelstapler 0,75–25 t, Reachstacker, Leercontainerstapler, Schubmaststapler, 3–6 t Seitenstapler, Teleskoplader, Elektro-Hubwagen, Routenzüge und fahrerlose innerbetriebliche Transportfahrzeuge.

## Entwicklungsphasen des Unternehmens
- 1956: Gründung des Maschinenbauwerks Hangzhou General Machine Factory, dem Vorgänger des Gabelstaplerwerks Hangzhou Forklift General Plant.
- 1974: Produktion des ersten Gabelstaplers.
- 1984: Beginn des Exports von Gabelstaplern.
- 1995: Erhalt der ISO 9001 Qualitätszertifizierung.
- 1998: Das integrierte Computersystem der Produktion des Werks Hangzhou Forklift wurde vom nationalen CIMS-Expertenrat genehmigt. Der Marktanteil betrug 18 %.
- 2001: Beste wirtschaftliche Kennzahlen in der Branche erreicht, Marktanteil stieg auf 26,8 %.
- 2002: Erhalt der ISO 14001 Zertifizierung.
- 2003: Der Marktanteil erreichte 35,7 %.
- 2007: 37.000 Gabelstapler verkauft, davon 9.000 exportiert.
- 2009: Am 1. Juli wurde ein neues Werk mit einer Produktionskapazität von 60.000 Gabelstaplern pro Jahr eröffnet.[5]

## Firmenstruktur

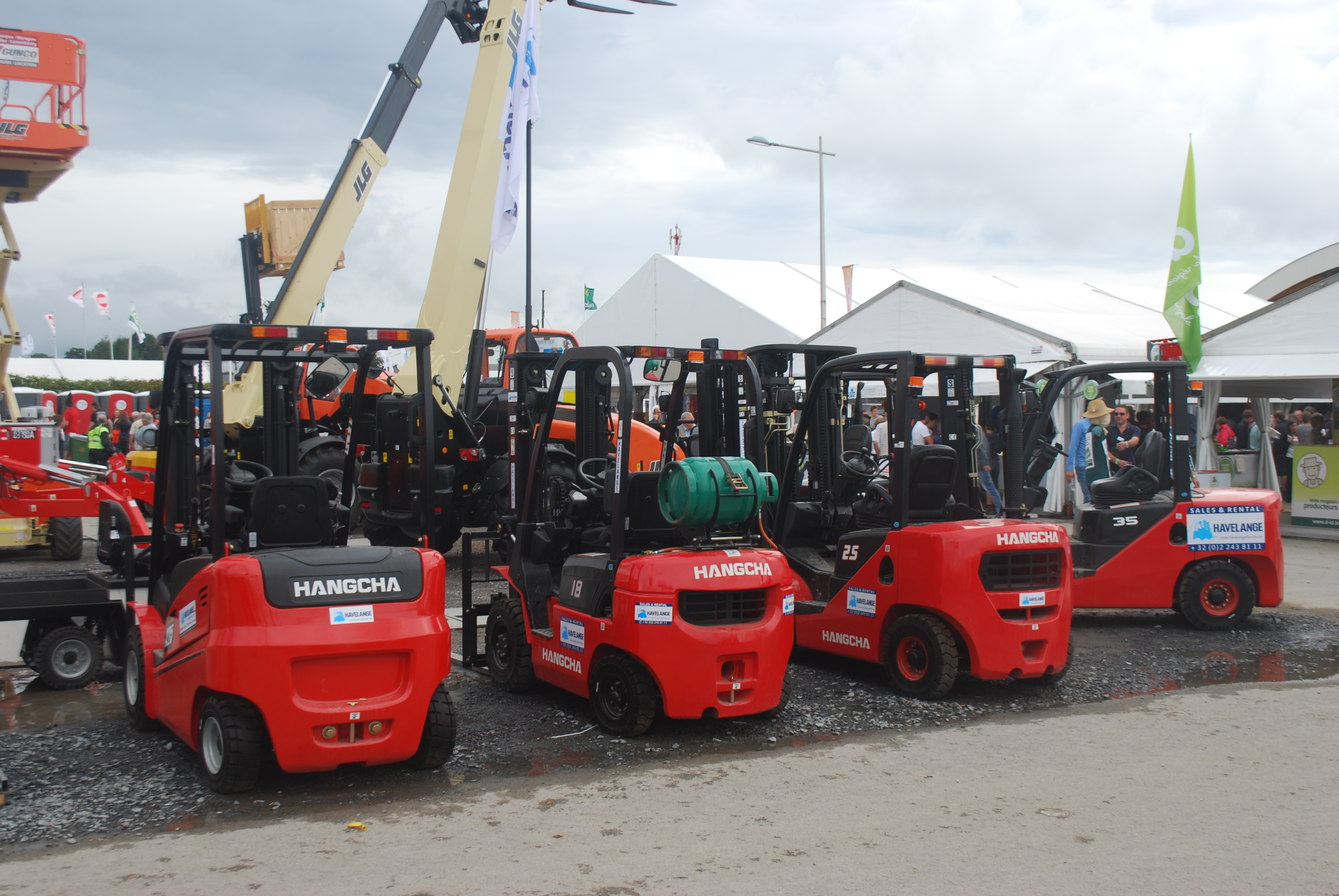
Hangcha-Stapler auf der Foire de Libramont in Belgien

Mutterfirma ist die Hangcha Group Company Limited. Die Tochtergesellschaft Zhejiang Hangcha Imp. & Exp. Co. Ltd. bündelt alle Im- und Exporte, Absatzkanäle, sowie Vermarktungsnetzwerke der Gruppe. Neben den Maschinen werden Zubehör, Ersatzteile und Service durch das 300 Händler umfassende Netzwerk verkauft.
Lokale Vertriebsableger sind Hangcha Europe GmbH und Hangcha Europe Parts & Service Center, in den USA die HC Forklift America Corporation, Hangcha Forklift Canada Inc., in Südostasien die Hangcha Southeast Asia Co. Ltd.

## Geschäftsführung
- Zhao Limin (Aufsichtsratsvorsitzender, Generaldirektor)[1]
- Lu Hongbo (Stellv. Aufsichtsratsvorsitzender)